# Bruno (Propst)
Bruno (* um 1210; † um 1265) war der zweite Klosterpropst des Klosters Uetersen.

## Leben
Bruno wird erstmals 1248 in einer Urkunde des Klosters Uetersen über Tangstedt mit dem Titel „praepositus“ erwähnt. Er war vermutlich auch 1246 und 1256 der ohne Namen genannte Propst in Uetersen. Es gab auch die Vermutung, dass er der ohne Namen genannte Probst „Frater Adofus“ sei, der in einer Urkunde vom 31. August 1256 auftaucht. Frater Adofus war der frühere Graf Adolf IV. Diese Vermutung wurde 1970 vom Uetersener Pastor Erwin Freytag widerlegt. Bruno verstarb vermutlich um 1260, sein Nachfolger war Propst Johannes.